# محمد حمدي الحديدي
اللواء محمد حمدي الحديدي هو أشهر ثاني قائد يحمل وسام نجمة سيناء من الطبقة الأولى

## دوره في حرب أكتوبر
كان قائدا للواء 117 مشاه ميكانيكي حيث بترت ساقه خلال الحرب يوم 20 أكتوبر ونجح لواؤه في تدمير 28 دبابة إسرائيلية واستطاع أحد ضباطه اسر قائد اللواء المدرع الإسرائيلي 290 عساف ياجوري.

## بعد الحرب
بعد عودته من رحلة علاجه عمل بالامانة العسكرية قبل احالته للمعاش ثم عمل وكيلا لوزارة التخطيط لقطاع تنظيم ومتابعة المشروعات الإقليمية حتي أحيل للتقاعد.

## تكريمه
حاصل على وسام نجمة سيناء من الطبقة الأولى.